# احمد پروایی ریک
احمد پروایی ریک (متولد ۱۳۶۱) روحانی شیعه ایرانی و نماینده استان گیلان در دوره پنجم مجلس خبرگان رهبری بوده‌است. پروایی ریک در سال ۱۳۶۱ در در روستای طولارود شهرستان تالش متولد شد. او در سال ۱۳۷۵ وارد حوزهٔ علمیهٔ امام جعفر صادق تالش و در سال ۱۳۸۰ وارد مدرسهٔ علمیهٔ چیذر قائم تهران شد. در سال ۱۳۸۱ وارد حوزه علمیه قم شد و سطح ۲ را در سال ۸۵ گذراند. در سال ۱۳۸۵ با ورود به درس خارج نزد جعفر سبحانی، شبیری زنجانی و وحید خراسانی تحصیل کرد.